# Nõmme (Stadtbezirk)

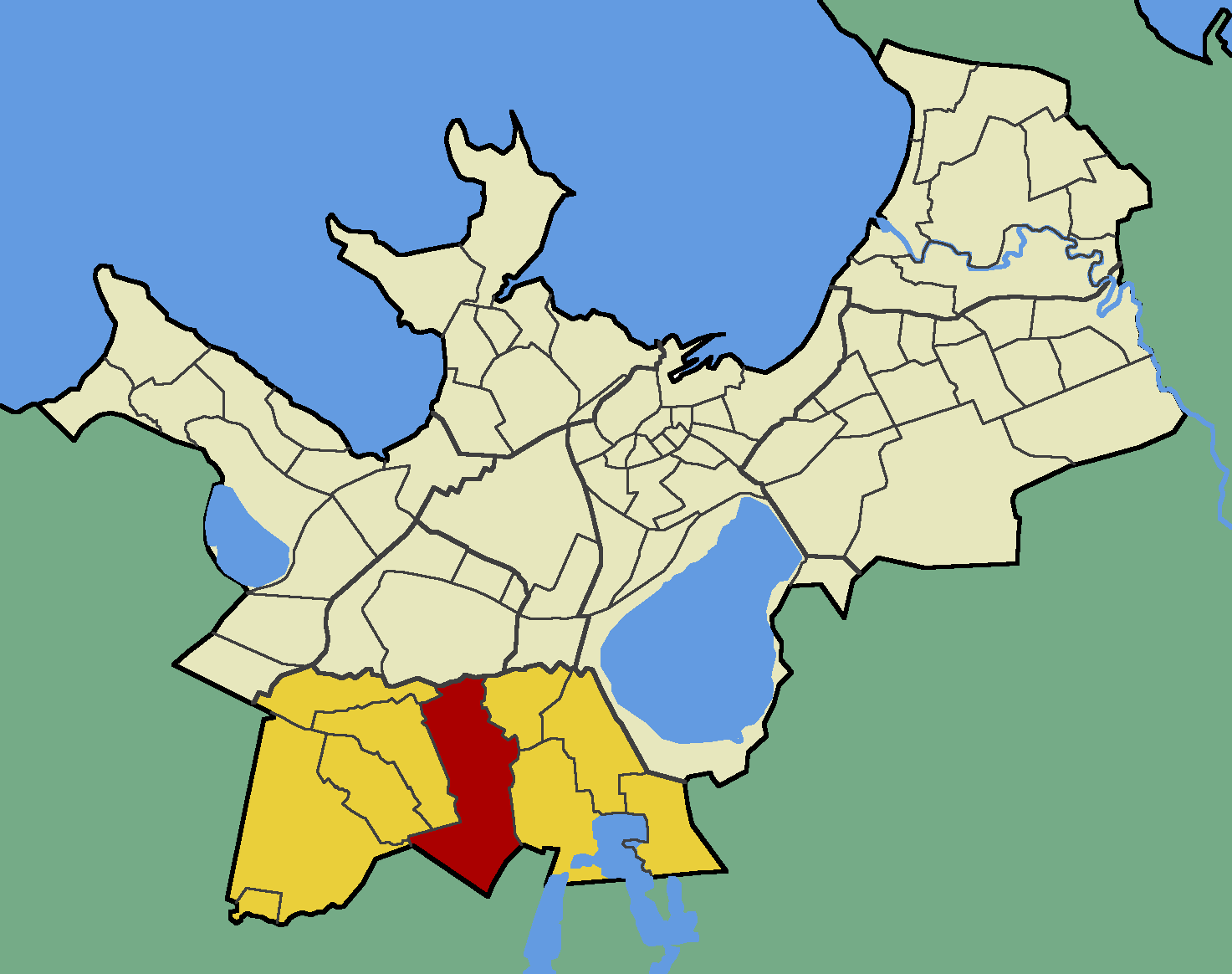
Der Bezirk Nõmme (rot) im gleichnamigen Tallinner Stadtteil Nõmme (gelb)

Nõmme (Nõmme asum) ist ein Bezirk (estnisch asum) der estnischen Hauptstadt Tallinn. Er liegt im gleichnamigen Stadtteil Nõmme (Nõmme linnaosa).

## Beschreibung
Der Stadtbezirk Nõmme (historischer deutscher Name Nömme) hat 6.048 Einwohner (Stand 1. Mai 2010). Seine Fläche beträgt 4,6 Quadratkilometer.
Die Erwähnung eines Krugs auf dem Gebiet des heutigen Stadtbezirks stammt vom Ende des 18. Jahrhunderts auf der Landkarte von Ludwig August Mellin.
1872 erhielt Nõmme den Titel eines Sommerfrischeorts. Zur selben Zeit wurde der Bahnhof von Nõmme an der Eisenbahnverbindung zwischen dem Ostseeort Haapsalu und Tallinn in Betrieb genommen. Damals entstanden die ersten festen Häuser in der waldreichen Gegend.
1908 erhielt Nõmme offiziell die Marktrechte. Es wurde dadurch zu einem aktiven Umschlagplatz für die Waren der örtlichen Landbevölkerung. Die historische Markthalle konnte 1930 eingeweiht werden. 1926 erhielt Nõmme Stadtrechte. 1940 wurde Nõmme der Stadt Tallinn eingegliedert.
Die evangelisch-lutherische Kirche von Nõmme geht auf eine Schenkung der deutschbaltischen adligen Familie von Glehn zurück, die das Gelände 1913 zur Verfügung stellte. Die Friedenskirche (Rahu kirik) trägt ihren Namen seit 1924 zur Erinnerung an den Friedensvertrag von Tartu zwischen Estland und Sowjetrussland. 1925 wurde das Pastorat fertiggestellt.
1924 eröffnete in Nõmme das Kino Soleil. Das Gebäude wird seit 1946 als Kulturhaus genutzt. Dort findet das Festival Nõmme Jazz statt.

## Bilder

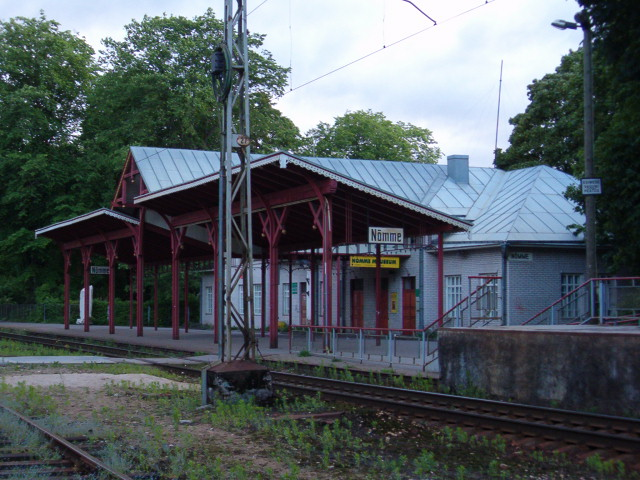
Bahnhof von Nõmme
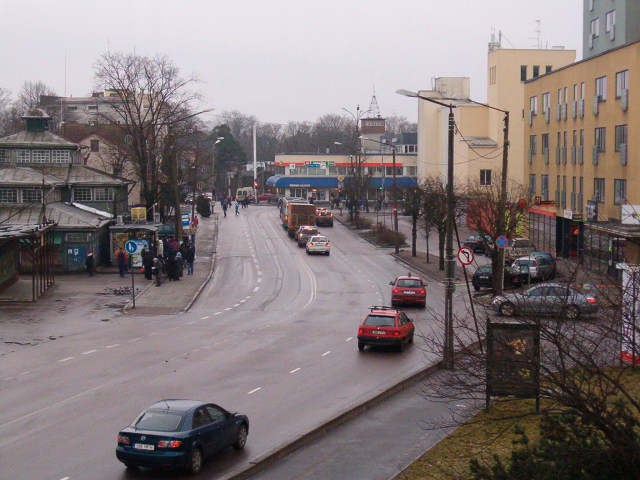
Zentrum und Marktplatz
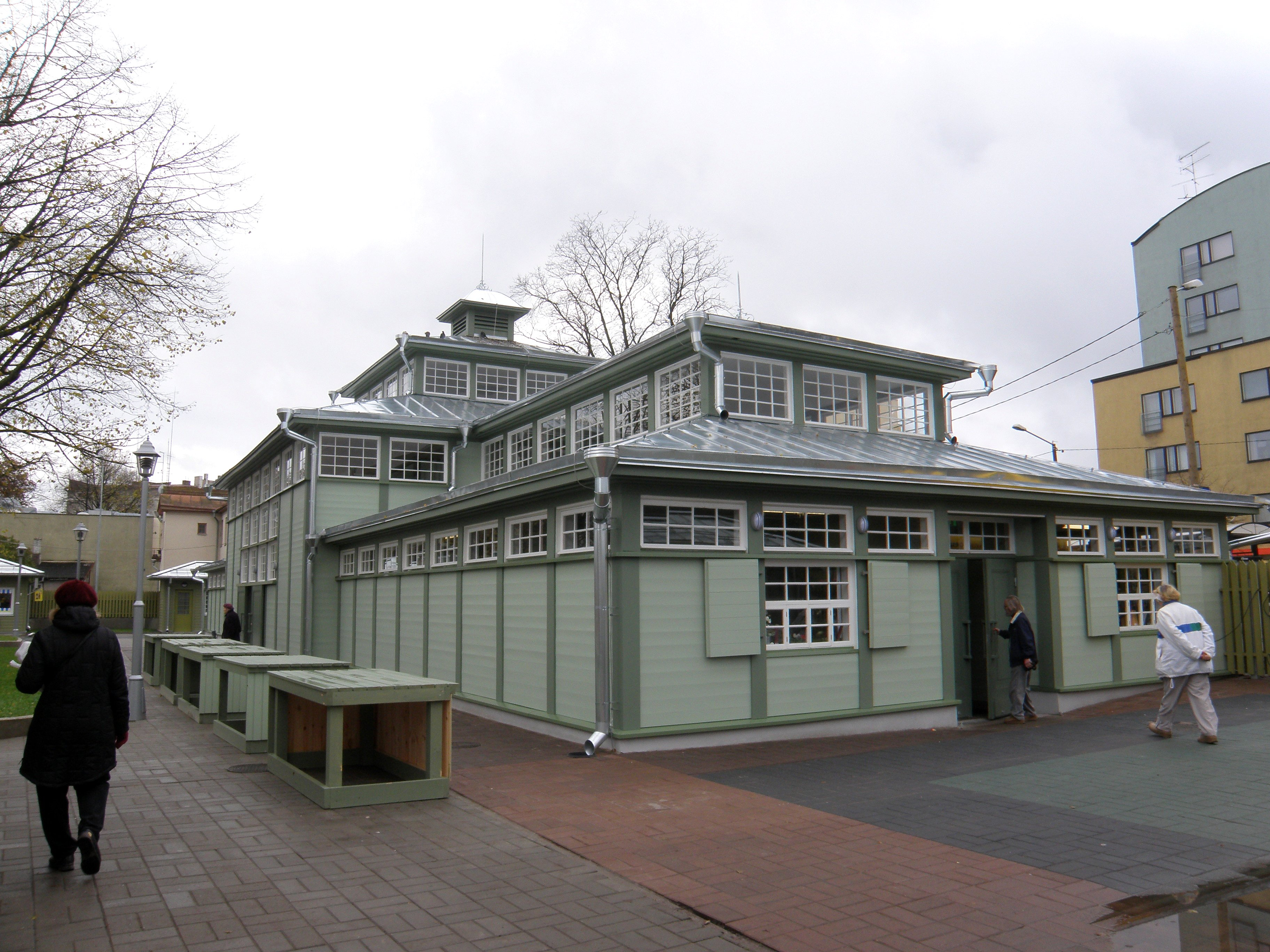
Historische Markthalle von Nõmme (2010 abgebrannt)
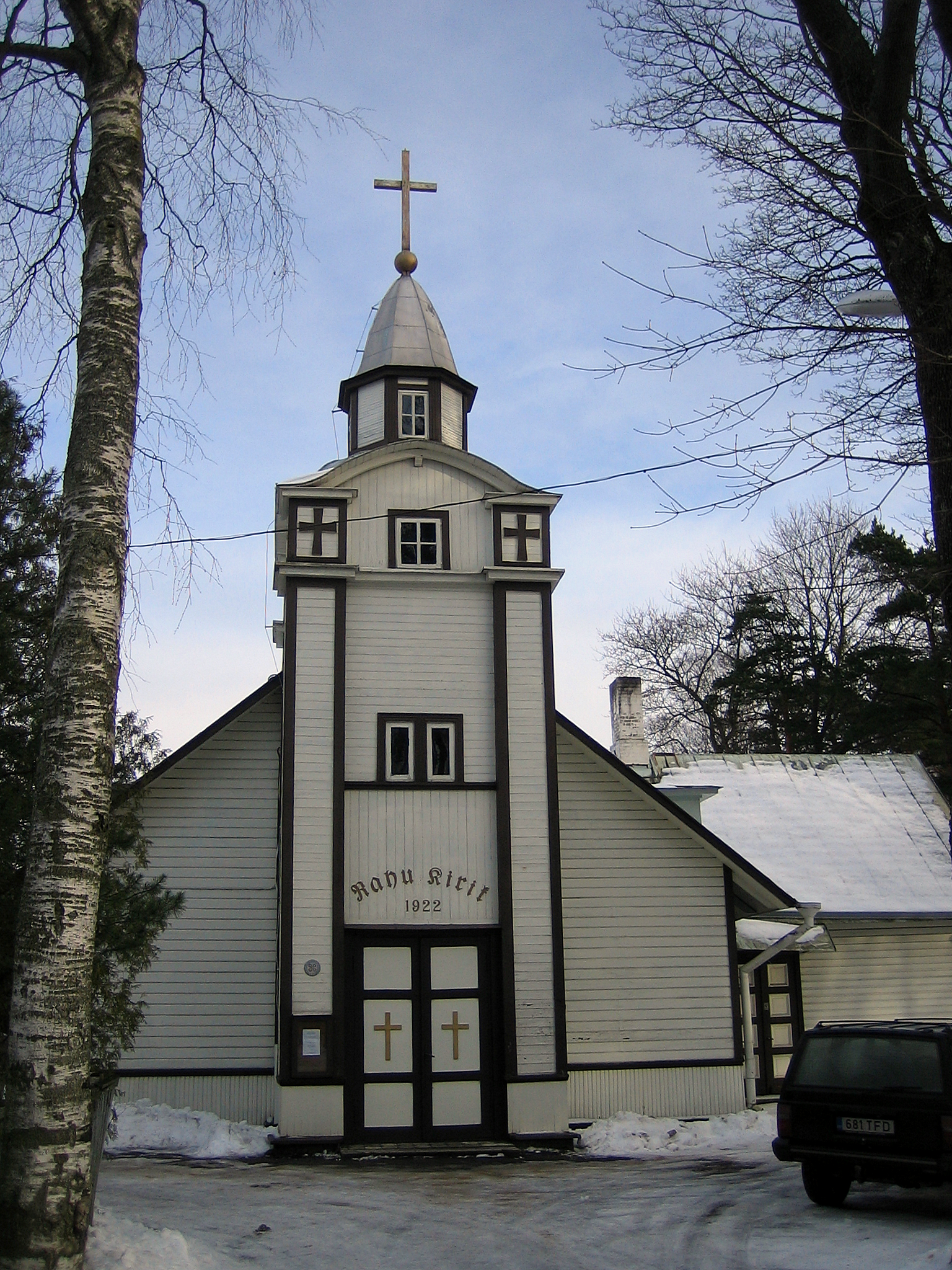
Die 1922 erbaute Friedenskirche (Rahu kirik), deren Bau 1930 abgeschlossen wurde
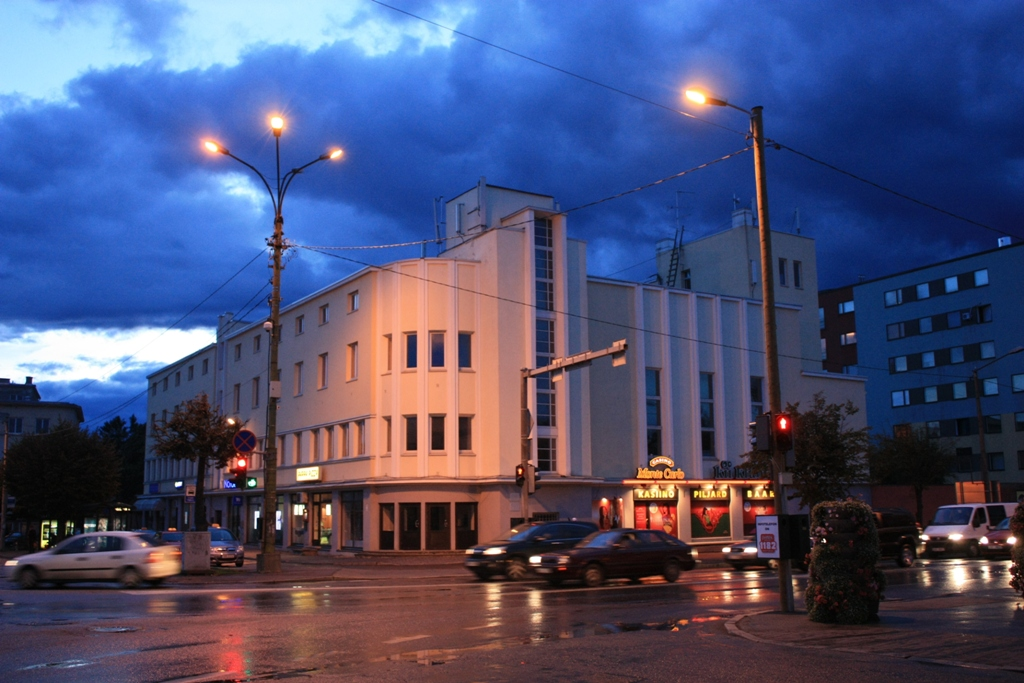
Im Zentrum des Stadtbezirks
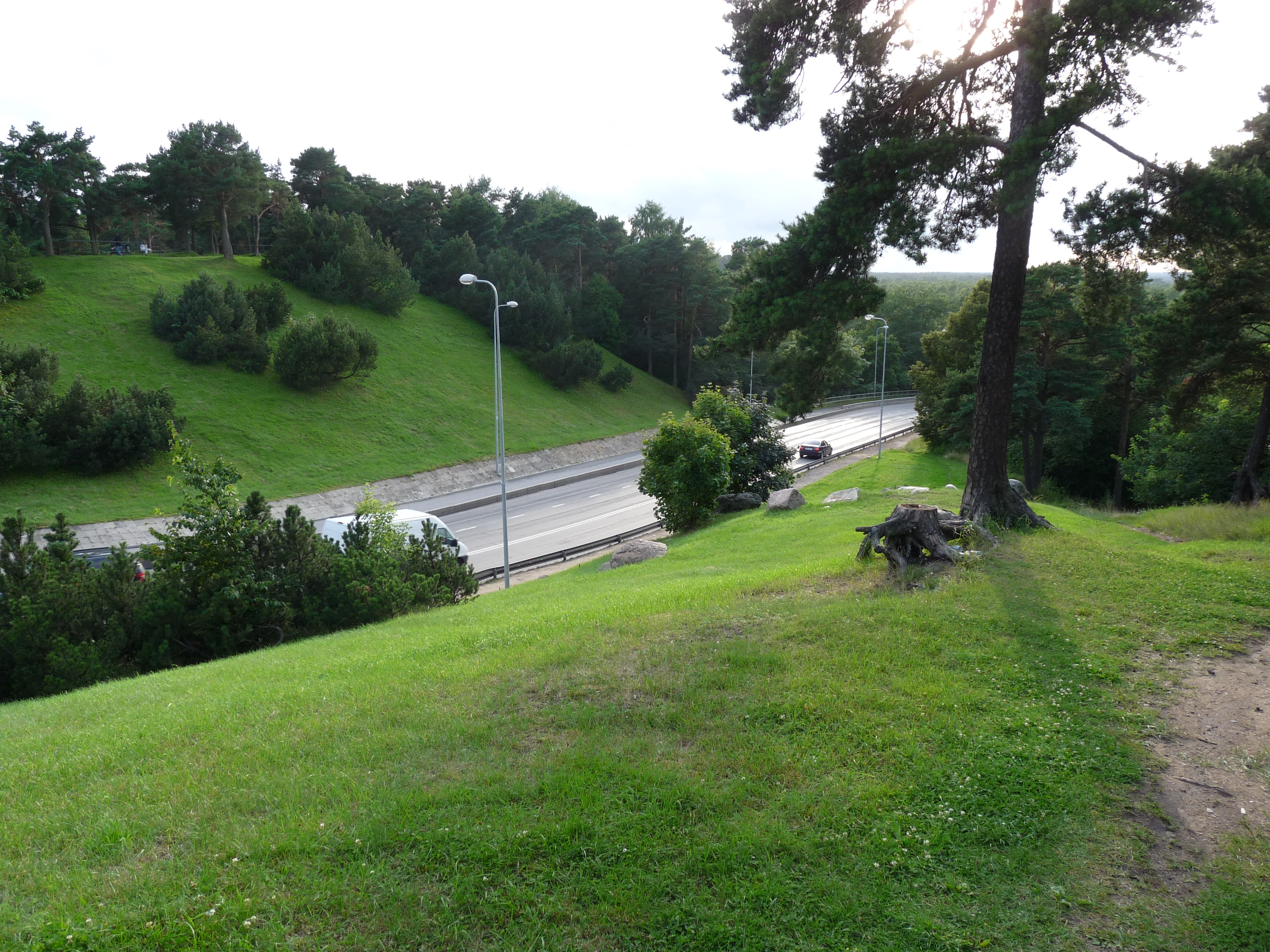
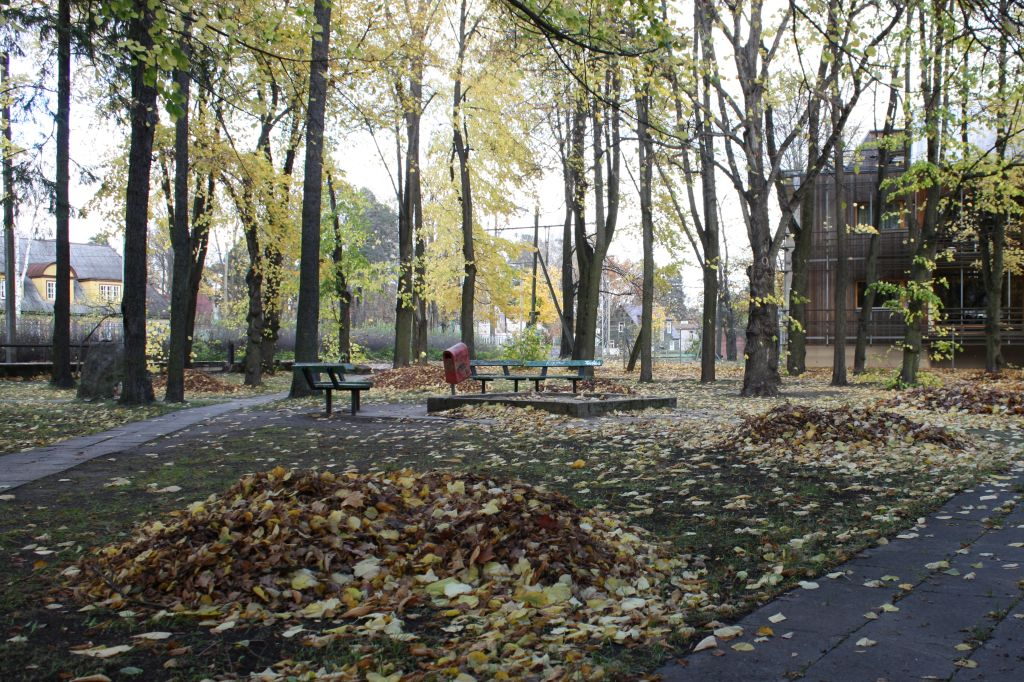
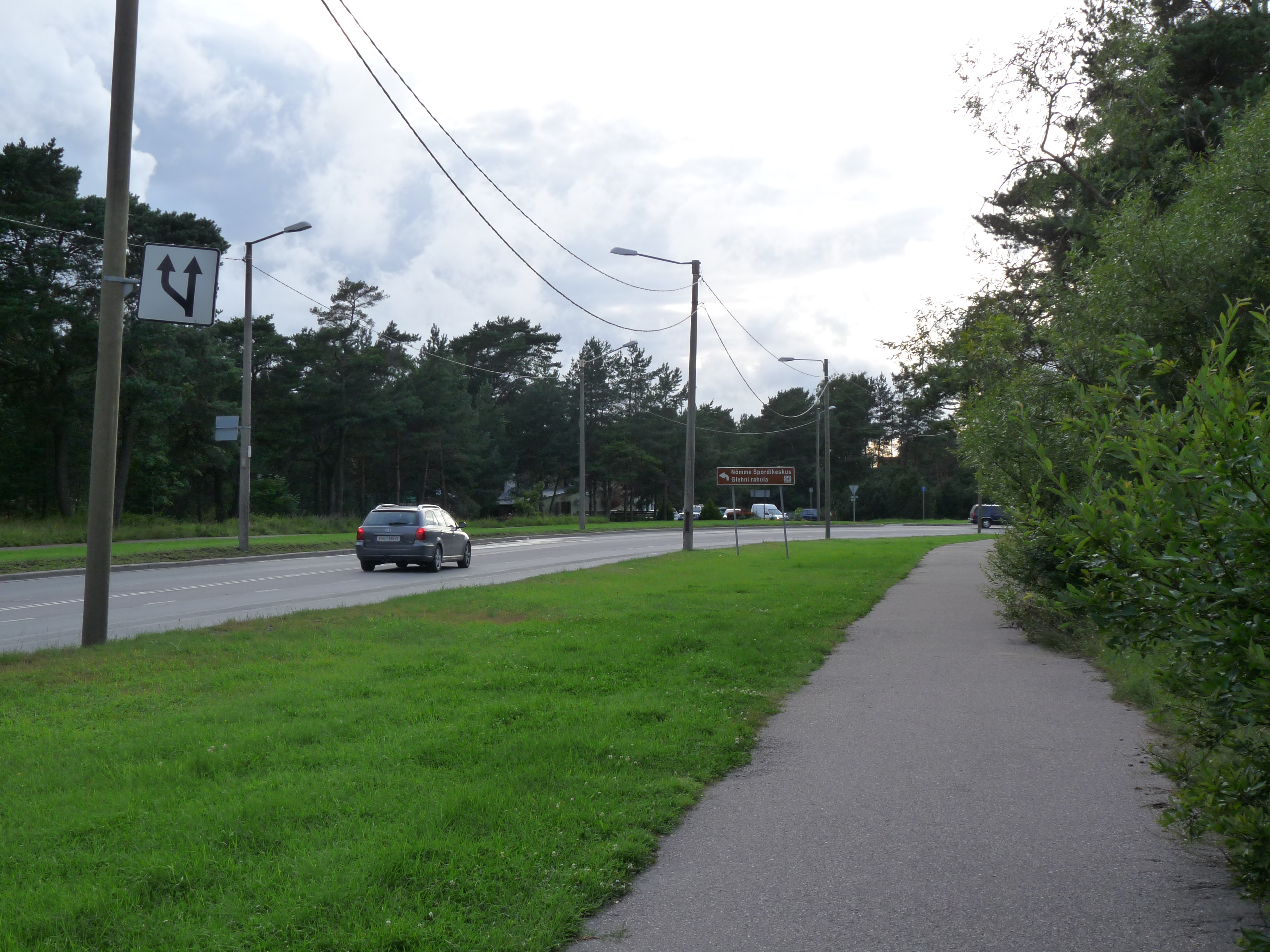